# Sodegaura
Sodegaura (Japans: 袖ケ浦市, Sodegaura-shi) is een Japanse stad in het westen van de prefectuur Chiba, gelegen aan de Baai van Tokio. De plaats stond traditioneel bekend als producent van nori-zeewier en tapijtschelpen, maar verruilde beide sectoren in recente tijd voor de olie- en petrochemische industrie die vestigingsplaats vond op drooggelegd kustgebied. Sodegaura kwam op 3 november 1971 tot stand uit de fusie van de gelijknamige gemeente met Hirakawa en promoveerde op 1 april 1991 tot stad. De gemeente is een onderdeel van het Keiyō-industriegebied, heeft een oppervlakte van 94,92 km² en telt 62.642 inwoners.